# Snowboarding na Zimních olympijských hrách 2018
Závody ve snowboardingu na Zimních olympijských hrách 2018 proběhly od 10. do 24. února 2018 v parku Phoenix v Pchjongčchangu, v Jižní Koreji. Celkem se medaile rozdělovaly v deseti snowboardových disciplínách, premiéru na Hrách měly soutěže v Big air mužů i žen.

## Česká účast
Ester Ledecká po senzační zlaté medaili v alpském lyžování potvrdila roli favoritky a zvítězila v paralelním obřím slalomu. Eva Samková neobhájila zlato ze Soči, ze snowboardcrossu si tentokráte odvezla bronz.

## Medailové pořadí zemí
| Pořadí | Země                         | Zlato | Stříbro | Bronz | Celkově |
| ------ | ---------------------------- | ----- | ------- | ----- | ------- |
| 1.     | Spojené státy americké (USA) | 4     | 2       | 1     | 7       |
| 2.     | Kanada (CAN)                 | 1     | 2       | 1     | 4       |
| 3.     | Francie (FRA)                | 1     | 1       | 0     | 2       |
| 4.     | Česko (CZE)                  | 1     | 0       | 1     | 2       |
| 5.     | Rakousko (AUT)               | 1     | 0       | 0     | 1       |
| 5.     | Itálie (ITA)                 | 1     | 0       | 0     | 1       |
| 5.     | Švýcarsko (SUI)              | 1     | 0       | 0     | 1       |
| 8.     | Austrálie (AUS)              | 0     | 1       | 1     | 2       |
| 8.     | Německo (GER)                | 0     | 1       | 1     | 2       |
| 10.    | Čína (CHN)                   | 0     | 1       | 0     | 1       |
| 10.    | Japonsko (JPN)               | 0     | 1       | 0     | 1       |
| 10.    | Jižní Korea (KOR)            | 0     | 1       | 0     | 1       |
| 13.    | Finsko (FIN)                 | 0     | 0       | 1     | 1       |
| 13.    | Velká Británie (GBR)         | 0     | 0       | 1     | 1       |
| 13.    | Nový Zéland (NZL)            | 0     | 0       | 1     | 1       |
| 13.    | Slovinsko (SLO)              | 0     | 0       | 1     | 1       |
| 13.    | Španělsko (ESP)              | 0     | 0       | 1     | 1       |
|        | Celkem                       | 10    | 10      | 10    | 30      |

## Medailisté

### Muži
| Disciplína            | Zlato                                         | Výkon                             | Stříbro                                  | Výkon                           | Bronz                               | Výkon                              |
| --------------------- | --------------------------------------------- | --------------------------------- | ---------------------------------------- | ------------------------------- | ----------------------------------- | ---------------------------------- |
| big air               | Sébastien Toutant · Kanada (CAN)              | 174,25                            | Kyle Mack · Spojené státy americké (USA) | 168,75                          | Billy Morgan · Velká Británie (GBR) | 168,00                             |
| paralelní obří slalom | Nevin Galmarini · Švýcarsko (SUI)             | Nevin Galmarini · Švýcarsko (SUI) | Lee Sang-ho · Jižní Korea (KOR)          | Lee Sang-ho · Jižní Korea (KOR) | Žan Košir · Slovinsko (SLO)         | Žan Košir · Slovinsko (SLO)        |
| slopestyle            | Redmond Gerard · Spojené státy americké (USA) | 87,16                             | Max Parrot · Kanada (CAN)                | 86,00                           | Mark McMorris · Kanada (CAN)        | 85,20                              |
| snowboardcross        | Pierre Vaultier · Francie (FRA)               | Pierre Vaultier · Francie (FRA)   | Jarryd Hughes · Austrálie (AUS)          | Jarryd Hughes · Austrálie (AUS) | Regino Hernández · Španělsko (ESP)  | Regino Hernández · Španělsko (ESP) |
| U-rampa               | Shaun White · Spojené státy americké (USA)    | 97,75                             | Ayumu Hirano · Japonsko (JPN)            | 95,25                           | Scotty James · Austrálie (AUS)      | 92,00                              |

### Ženy
| Disciplína            | Zlato                                            | Výkon                            | Stříbro                                          | Výkon                            | Bronz                                          | Výkon                                         |
| --------------------- | ------------------------------------------------ | -------------------------------- | ------------------------------------------------ | -------------------------------- | ---------------------------------------------- | --------------------------------------------- |
| big air               | Anna Gasserová · Rakousko (AUT)                  | 185,00                           | Jamie Andersonová · Spojené státy americké (USA) | 177,25                           | Zoi Sadowská Synnottová · Nový Zéland (NZL)    | 157,50                                        |
| paralelní obří slalom | Ester Ledecká · Česko (CZE)                      | Ester Ledecká · Česko (CZE)      | Selina Joergová · Německo (GER)                  | Selina Joergová · Německo (GER)  | Ramona Theresia Hofmeisterová · Německo (GER)  | Ramona Theresia Hofmeisterová · Německo (GER) |
| slopestyle            | Jamie Andersonová · Spojené státy americké (USA) | 83,00                            | Laurie Blouinová · Kanada (CAN)                  | 76,33                            | Enni Rukajärviová · Finsko (FIN)               | 75,38                                         |
| snowboardcross        | Michela Moioliová · Itálie (ITA)                 | Michela Moioliová · Itálie (ITA) | Julia Pereiraová · Francie (FRA)                 | Julia Pereiraová · Francie (FRA) | Eva Samková · Česko (CZE)                      | Eva Samková · Česko (CZE)                     |
| U-rampa               | Chloe Kimová · Spojené státy americké (USA)      | 98,25                            | Li Ťia-jü · Čína (CHN)                           | 89,75                            | Arielle Goldová · Spojené státy americké (USA) | 85,75                                         |